# 柴田かよこ
柴田 かよこ（しばた かよこ、1980年2月21日 - ）は、日本の元女優。本名、柴田 かよ子（読み同じ）。
神奈川県出身。ゼウスに所属していた。特技は日本舞踊、お菓子作り。

## 来歴
1998年、テレビドラマ『仮面の女』にてエキストラとして出演し、女優デビュー。
1999年、坂口 望二香（）名義でスーパー戦隊シリーズ『救急戦隊ゴーゴーファイブ』にて、巽マツリ/ゴーピンク役でレギュラー出演。同作品では挿入歌「NEVER END!!」を歌唱したが、歌う際に体が動いてしまう癖があることから、収録時はカーテンを締めて歌っていたという。
2004年10月から2005年1月までの3ヶ月間、芸名を一時的に「柴田もな」に改名していた。
2020年11月に自身のブログにて、現在は芸能の仕事を離れ、別の仕事をしていることを報告した。

## 出演

### テレビドラマ
- 仮面の女（1998年10月15日 - 12月17日、TBS）
- スーパー戦隊シリーズ（テレビ朝日）
  - 救急戦隊ゴーゴーファイブ（1999年2月21日 - 2000年2月6日） - 巽マツリ / ゴーピンク
  - 侍戦隊シンケンジャー 第十二幕（2009年5月3日） - 香奈
  - 海賊戦隊ゴーカイジャー 第23話（2011年7月31日） - 巽マツリ
- access（2000年10月6日・7日、関西テレビ） - 柴田みゆき
- こちら第三社会部 第3話（2001年10月22日、TBS） - 谷中みのり
- 月曜ミステリー劇場「ホステス探偵危機一髪4」（2002年3月11日、TBS） - 真由美
- 月曜ミステリー劇場「万引きＧメン・二階堂雪⑧絆」（2002年4月15日、TBS） - 川本夏美
- ケータイ刑事 銭形愛 第4話（2002年10月27日、BS-i） - 如月
- 68FILMS 侍ショート「キラージョー」（2003年3月、BS-i・BSフジ）
- 独身3!! 第3話（2003年10月24日、テレビ朝日） - 晴美
- 金曜プレステージ「新宿の母物語」（2006年12月22日、フジテレビ） - 岡田さおり
- 土曜ワイド劇場「おとり捜査官・北見志穂18」（2014年4月5日、テレビ朝日） - 篠原祐子

### Webドラマ
- ラブ・コレ 東京Love Collection（2006年3月17日 - 5月26日、GyaO） - 沢村絵里

### バラエティ
- BAT Corp.（2000年11月1日 - 2001年3月28日、関西テレビ）
- トゥナイト2（2002年1月 - 3月、テレビ朝日）
- Video Do（2002年2月 - 5月、テレビ東京）
- 生活達人（2002年5月5日 - 2003年11月23日、TBS）
- 何・コレⅡ（2003年4月26日 - 2004年7月17日、TBS）
- 恋する★コリア!（2011年5月1日 - 9月25日、テレビ東京）

### 映画
- 恋に唄えば♪（2002年11月16日、東映） - 花屋の客
- 呪怨（2003年1月25日、日活） - 露木真理子
- 踊る大捜査線 THE MOVIE 2 レインボーブリッジを封鎖せよ!（2003年7月19日、東宝） - 湾岸署観光者相談係婦警
- 地獄プロレス（2005年3月26日、アイウィン） - ヒロイン・愛田エリ
- シャトー・デ・ローゼス（2005年5月14日、アイウィン） - ローズマリー
- 想い出川（2008年1月26日、吉本興業） - ユリ
- 紅破れ（2014年11月15日、レイズ・インターナショナル） - 亜貴
- BLACK ROOM（2015年9月12日、辻岡プロダクション） - 喧嘩している女性

### オリジナルビデオ
- スーパー戦隊シリーズ - 巽マツリ / ゴーピンク
  - 救急戦隊ゴーゴーファイブ 激突!新たなる超戦士（1999年7月9日、東映ビデオ）
  - 救急戦隊ゴーゴーファイブ レスキューだましい五つのおしえ（1999年、講談社）
  - 救急戦隊ゴーゴーファイブVSギンガマン（2000年3月10日、東映ビデオ）
  - 未来戦隊タイムレンジャーVSゴーゴーファイブ（2001年3月9日、東映ビデオ）
- ゾンビ屋れい子 Vol.2（2004年） - 水野陽子
- ゾンビ屋れい子 Vol.3（2004年） - 水野陽子

### DVD
- 柴田かよこ in SCOTLAND
- お待たせしました! カブリエルのLet’s Try 株式投資 - 坂下朋子
- 裁判員制度
- ヘッドスパ
- 秋葉原MAP
- 雫、つたう瞬間

### CM
- ホンダ HR-V（2001年）
- NEC
- メットライフ生命保険
- au
- マクドナルド
- ライオン
- シダックス
- ダノンジャパン ダノンビオドリンク 毎朝リズム花屋編（2012年）

### PV
- CELL「危険な私」（2013年）

### イベント
- 東京国際映画祭「スーパー戦隊サプライズフェスティバル in TIFF」（2020年11月3日）